# Jonas Tenbrock
Jonas Tenbrock, né le 16 décembre 1995 à Bocholt, est un coureur cycliste allemand.

## Palmarès
- 2015
  - 3e du championnat d'Allemagne du contre-la-montre par équipes

## Palmarès sur piste

### Championnats d'Europe
- Anadia 2012
  -  Médaillé de bronze de la poursuite par équipes juniors

### Championnats nationaux
- 2013
  - 2e du championnat d'Allemagne de poursuite juniors
  - 2e du championnat d'Allemagne de poursuite par équipes juniors